# Luuc Van der Ent
Luuc Van der Ent (* 27. Juli 1998 in Neede) ist ein niederländischer Volleyballspieler.

## Karriere
Van der Ent begann seine Karriere bei Dynamo Neede. 2015 kam er zum Talentteam Papendal und spielte auch in der zweiten Mannschaft von Orion Doetinchem. 2018 wechselte er zum italienischen Erstligisten Azimut Leo Shoes Modena. Mit dem Verein spielte er auch in der Champions League. Im Mai 2019 gab der Mittelblocker sein Debüt in der A-Nationalmannschaft. Mit den Niederlanden nahm er an der Europameisterschaft 2019 teil. Im gleichen Jahr wurde er von Modena an den deutschen Bundesliga-Aufsteiger Heitec Volleys Eltmann ausgeliehen. Von 2020 bis 2022 spielte er beim Bundesligisten WWK Volleys Herrsching.
2022 wechselte er zum Ligakonkurrenten SWD Powervolleys Düren. In der Saison 2022/23 spielte Van der Ent mit den SWD Powervolleys in der Gruppenphase der Champions League. Im DVV-Pokal 2022/23 erreichte er mit seiner Mannschaft das Finale, das in Mannheim gegen die Berlin Recycling Volleys verloren ging. Die Bundesliga-Saison endete für Düren im Playoff-Halbfinale ebenfalls gegen Berlin. In der Saison 2023/24 unterlagen die SWD Powervolleys im DVV-Pokal hingegen bereits im Viertelfinale gegen die WWK Volleys Herrsching und im CEV-Pokal schieden sie im Achtelfinale aus. In den Bundesliga-Playoffs verloren die SWD Powervolleys als Tabellensechster im Viertelfinale gegen den VfB Friedrichshafen. Anschließend wechselte van der Ent zum französischen Verein Saint-Nazaire Volley-Ball Atlantique.